# The Wedding Party
The Wedding Party (traducción literal: La fiesta de bodas) es una película nigeriana de 2016 dirigida por Kemi Adetiba y estrenada el 8 de septiembre de 2016 en el Festival Internacional de Cine de Toronto en Canadá y el 26 de noviembre de 2016 en el Eko Hotel and Suites en Lagos. Vio su estreno mundial el 16 de diciembre de 2016 y se convirtió en la película nigeriana de mayor recaudación de la década, un récord que se batió en 2017 con su secuela The Wedding Party 2.

## Sinopsis
La película se desarrolla durante el día y la noche de la boda entre Dunni Coker (Adesua Etomi), una propietaria de una galería de arte de 24 años que es la única hija del ingeniero Bamidele y de la señora Tinuade Coker, y el empresario informático Dozie Onwuka (Banky Wellington) que procede de una familia muy rica. Su madre, Lady Obianuju Onwuka, considera que su hijo merece una novia de mejor familia.
Durante la mañana antes de la boda, la estresada organizadora de bodas Wonu intenta que todo sea perfecto para sus clientes ricos. Mientras tanto, los padres y parientes de la novia están molestos por la omisión del nombre de Tinuade Coker en el anuncio del periódico, y los padres del novio comparten un desayuno incómodo mientras la madre habla despectivamente de la familia Coker a sus amigos y es muy fría con su marido, Félix Onwuka. Dunni se burla de sus amigas por su falta de experiencia sexual, y los amigos de Dozie se burlan de él por la despedida de soltero de la noche anterior. Con todos estos condimentos, es incierto el futuro de los novios, que ni siquiera saben si podrán celebrar su unión.

## Reparto
- Adesua Etomi es Dunni Coker
- Banky Wellington es Dozie Onwuka

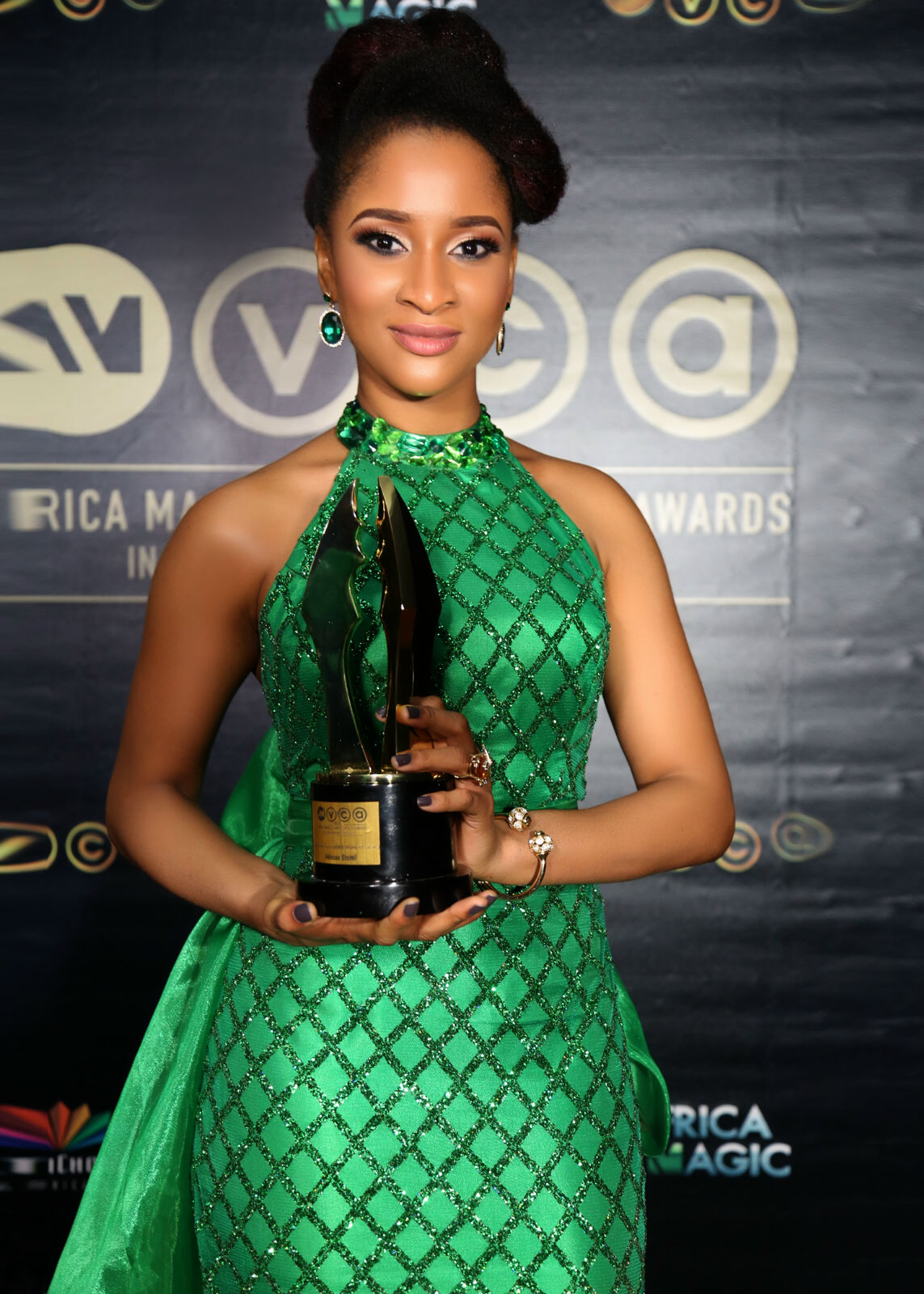
Adesua Etomi protagonizó el filme

- Richard Mofe Damijo es Felix Onwuka
- Sola Sobowale es Tinuade Coker
- Iretiola Doyle es Lady Obianuju Onwuka
- Alibaba Akporobome es Bamidele Coker
- Zainab Balogun es Wonu
- Enyinna Nwigwe es Nonso Onwuka
- Somkele Iyamah-Idhalama es Yemisi Disu
- Beverly Naya es Rosie
- Daniella Down es Deardre Winston
- Afeez Oyetoro es Ayanmale
- Ikechukwu Onunaku es Sola
- AY Makun es MC
- Emmanuel Edunjobi es Woli
- Kunle Idowu es Harrison
- Jumoke George es Iya Michael

## Recepción
El filme recibió reseñas favorables de los críticos. Según Chidumga Izuzu de Pulse Nigeria: "Es claramente una película de comedia que se propone entretener. No pretende ser una película de acción, de suspense, de crímenes, de aventuras, un documental o todo a la vez. No pretende ser profunda ni hacerte sentir intenso. Comprende el género elegido y se ciñe a él". Courtney Small de Cinema Axis declaró: "The Wedding Party no ofrece muchas sorpresas desde el punto de vista narrativo, pero no se puede negar que la película es un puro placer para el público. Generando muchas risas bien merecidas, es imposible dejar el teatro sin una enorme sonrisa en la cara". Isabella Akinseye elogió la película por su entretenimiento, el vestuario y las actuaciones, pero criticó el guion y el ritmo.